# Париски парламент
Париски парламент (фр. Parlement de Paris) је био најстарији парламент у Краљевини Француској, формиран у 13. веку. Поправио га је у Паризу Филип Четврти од Француске  1302. године. Париски парламент би одржавао седнице у средњовековној краљевској палати на острву Сите, која је данас још увек на месту париске дворане правде. 

## Историја
Године 1589, Париз је практично био у рукама Католичке лиге. Да би побегао, Анри Четврти од Француске је сазвао париски парламент да се састане у Туру, али је само мали део његових парламентараца прихватио позив. Након убиства Анрија Трећег од Француске од стране доминиканца Жака Клемана, „Парламент Тура“ је наставио да заседа током првих година владавине Анрија Четвртог Француске. 
Парицки парламент је играо главну улогу у стимулисању племства да се одупре ширењу краљевске моћи војном силом у парламентарној Фронди, 1648–1649. године. На крају је победио краљ Луј Четврти и племство је било понижено. 

### Улога која је довела до Француске револуције
Почетак предложених радикалних промена почео је протестима париског парламента упућеним Лују Шеснаестом у марту 1776. године, у којима се Скупштина сталежа, племство, одупирао почетку одређених реформи које би укинуле њихове привилегије, посебно њихово ослобађање од пореза. Приговори су изнесени као реакција на есеј, „Размишљања о формирању и расподели богатства“, написан од стране Ен-Роберт-Жакес Турго. Други сталеж је реаговао на есеј са гневом како би уверио краља да племство и даље има веома важну улогу и да и даље заслужује исте привилегије ослобађања од пореза. 

Други сталеж (племство) се састојао од отприлике 1,5% француског становништва и био је ослобођен скоро свих пореза, укључујући Corvée Royale. У пракси, свако ко је платио малу накнаду могао је да побегне из затвора, тако да је овај терет рада пао само на најсиромашније у Француској. Друга властела је такође била изузета од gabelle, што је био непопуларни порез на со, као и taille, пореза на земљу који су плаћали сељаци, и најстаријег облика опорезивања у Француској. 